# Laguna Mac-Ray
La laguna Mac-Ray es un cuerpo de agua superficial ubicado en la comuna de Porvenir, provincia de Tierra del Fuego de la Región de Magallanes (Chile).

## Ubicación y descripción
Está ubicada al norte de Porvenir y directamente al sur de la bahía Gente Grande en la orilla sur del estrecho de Magallanes sobre la isla de Tierra del Fuego.

## Historia
Luis Risopatrón la describe en su Diccionario Jeográfico de Chile de 1924:{rp|510}}
Mac-Ray (Laguna) 53° 20’ 70° 20'. Es pequeña i se encuentra hácia el SE de la bahía de Porvenir, en la parte W de la isla Grande de la Tierra del Fuego. 156; i de Los Indios, en 1, XI, p. 289 i , carta de Bertrand (1885).